# اطلس مناطق حفاظت‌شده ایران
اطلس مناطق حفاظت‌شده ایران کتابی از علی اصغر درویش صفت است که در سال ۱۳۸۵ منتشر و در مراسم کتاب سال جمهوری اسلامی ایران به‌عنوان کتاب برگزیده معرفی شد.